# قطعنامه ۸۶۰ شورای امنیت
قطعنامه ۸۶۰ شورای امنیت سازمان ملل متحد که در تاریخ ۲۷ اوت ۱۹۹۳ تصویب شد، سندی بین‌المللی دربارهٔ کامبوج است. این قطعنامه طی نشست ۳۲۷۰ام با ۱۵ رای موافق، ۰ مخالف و ۰ ممتنع تصویب شد.